# 中大駅
中大駅（ちゅうだいえき）は、中華人民共和国広東省広州市海珠区に位置する広州地下鉄8号線の駅。

## 歴史
- 2003年6月28日：2号線の駅として開業しました[1]。
- 2006年7月10日：B出口の供用が開始されました[2]。
- 2010年9月25日：2号線の暁港駅 - 万勝囲駅間が8号線として分離され、当駅は8号線の駅として運営を開始しました[3]。
- 2015年1月9日：C1出口の供用が開始されました[4]。
- 2016年4月28日：C2出口の供用が開始されました[5]。

## 駅構造
島式ホーム1面2線を有する地下駅。コンコースは地下1階に、ホームは地下2階に位置しています。

### のりば
| 番線 | 路線    | 行先       |
| ---- | ------- | ---------- |
| 1    | ■ 8号線 | 滘心方面   |
| 2    | ■ 8号線 | 万勝囲方面 |

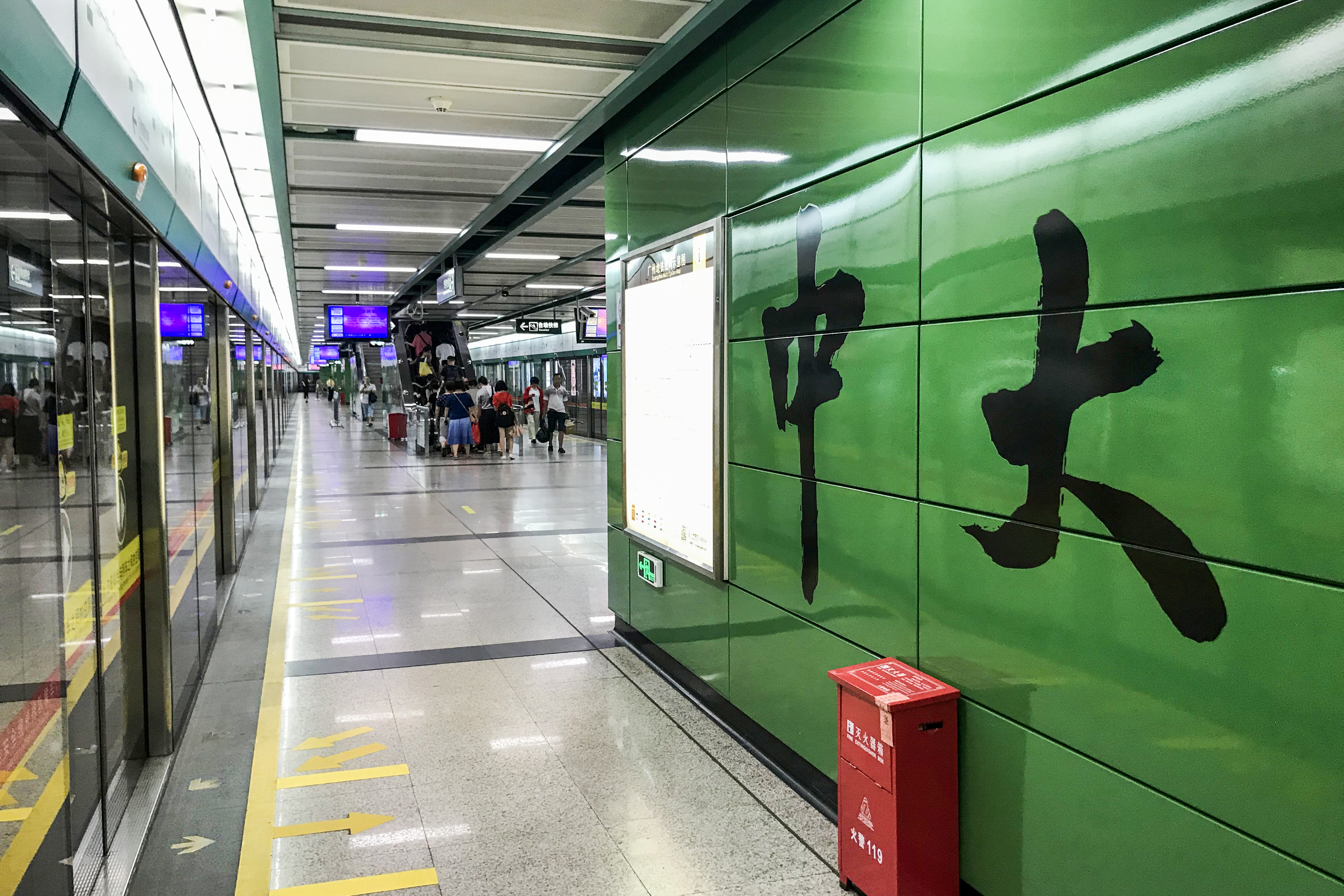
ホーム
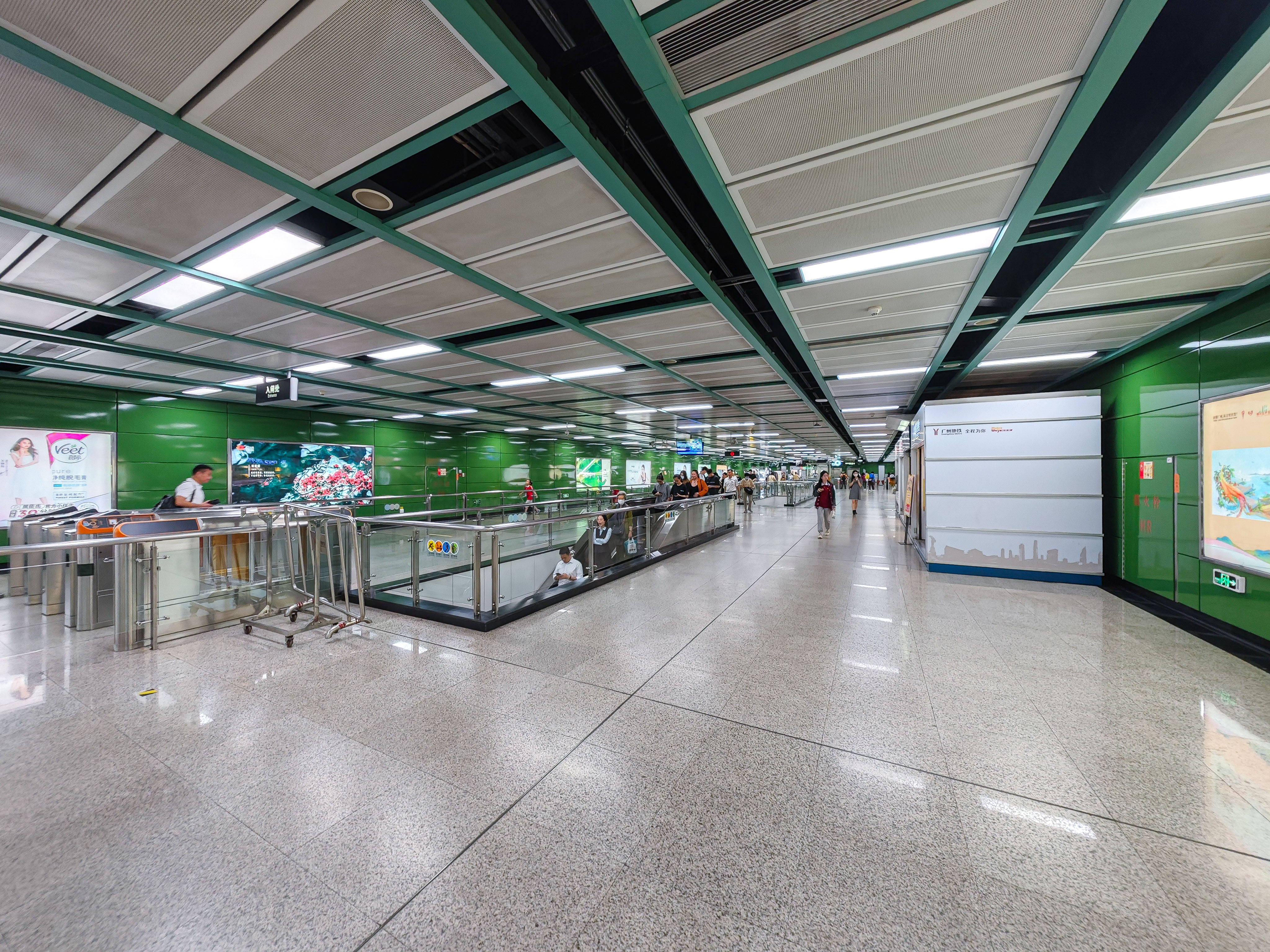
コンコース

## 駅周辺
- 中山大学（南校区、駅名の由来）
- 広東省栄軍医院
- 広東省昆虫研究所

## 隣の駅
広州地下鉄
■ 8号線
暁港駅 820 - 中大駅 821 - 鷺江駅 822